# Airplay
AirPlay（简称AP，中文名称：飞乐）是一款小巧的免费音频播放器，作者为樊一鹏，另由 Eric Yao 负责对外联系与推广。AirPlay功能包括界面全部是用C++混合汇编代码编写。
AirPlay的外观吸引了不少用户。但同样是由于界面的需要，AirPlay的CPU占用比常见的音频播放器为高。

## 版本沿革
AirPlay采用“代码名+版本类型+日期”的方式来区分版本号。

### AirPlay 2
2.0代号Zion。由于开发者将2.0版本的重点定位于音乐播放，所以最新版中放弃了视频播放功能，并加强了对音频的支持功能。由于某些原因第二版开发只持续了短时间便停止，導致AirPlay Zion的功能尚不完善（例如没有均衡器），但作者曾表示计划在2009年上半年完成基本功能的开发。虽然目前AirPlay并不显示广告，但软件作者在一次访谈中曾表达过将AirPlay商业化的打算。

### AirPlay 3
3.x代号Thriller（取自迈克杰克逊專輯名稱，以表紀念），于2010年12月開始測試。此次與盛大平台合作，主要更動有介面翻新、電台元素、加入均衡器、改善歌詞搜索等，穩定版於2011年7月發布。Thiller的第一个Beta版只能用盛大通行证登录，但Beta3版本開始毋须登录就能进入主界面。

## 格式支持
- 支持APE、FLAC、WavPack、TAK、MP3、Ogg、TTA、Musepack、AAC、WMA、WAV，不需要安裝任何插件即可播放（对于WMA和WAV格式则需要Windows Media Player 9以上及DirectShow支持，如果系统渲染链被修改可能导致WMA无法播放）。
- 支持MP3、APE、Ogg、WMA、FLAC标签体系。
- 支持 APL、FPL、M3U/M3U8、PLS、TTPL/TTPL、ASX、WPL播放列表格式，支持CUE（压缩状态有效）及其自动去重。

## 特性

### 无缝播放
支持跨媒体格式的无缝播放（压缩状态有效）。它允许音乐文件或音乐光盘上的连续轨道之间的不间断的播放, 而没有文件或轨道间的留白。這個功能在AirPlay3中取消（或尚未開放）。

### 读取压缩文件
支持读取包含在ZIP和RAR格式的无密码压缩文件中的音频文件并在后台自动解压。同时，压缩文件内的图片、CUE文件都可以被AirPlay使用。这一特性的负面影响是增加了AirPlay的内存开销。

### 键盘快捷键
支持多媒体键盘及普通键盘全局快捷键。

### 水晶界面
AirPlay的水晶界面基于作者自主开发的IIEP图形及多媒体引擎，能够在Windows XP和Windows Vista下无差别地显示。AirPlay3改進整體介面，新增霧化效果（限於Windows Vista和Windows 7），並且允許使用者自行調整顏色和透明度。

## 杀毒软件误报
播放器运行时产生的文件可能会被部分杀毒软件（如eSafe、熊猫卫士、NOD32和微点）识别为危险文件。

## 注解及参考资料
1. ↑  . 流浪的貓.   [2009-12-05].[永久] 根據作者博客介紹，這裡的「樂」應讀作yuè （ㄩㄝˋ）。
2. ↑  . 小建软件园.   [2009-03-26]. （原始内容存档于2009-05-27）.
3. ↑  .   [2009-03-26].[永久]
4. ↑  . 流浪的猫.   [2009-03-26]. （原始内容存档于2009-02-06）.
5. ↑  . 幻月葬魂.   [2009-03-26].[永久]
6. ↑  . coolcfan.   [2009-03-26]. （原始内容存档于2009-12-18）.
7. ↑  .   [2009-03-26]. （原始内容存档于2009-02-13）.